# 張思忠 (明朝)
張思忠（1536年—？），字子貞，號葵菴，直隸廣平府肥鄉縣人，軍籍，明朝政治人物。

## 生平
嘉靖四十三年（1564年）甲子科順天府鄉試第九名舉人。嘉靖四十四年（1565年）聯捷乙丑科二甲第三十三名進士。吏部观政，本年八月授和州知州，丁忧。隆慶四年（1570年）起送到部，本年十一月升刑部员外，十二月改吏科给事中，五年四月升刑科右，五月升四川佥事，万历三年（1575年）十月升陕西右参议，丁忧。八年正月復除山东左参议，七月升湖广副使，十一年（1583年）四月復除陕西，十三年十二月升本省参政，十六年十二月升按察使，分守西宁道，十七年十二月升陕西右布政使，分守照旧，二十年正月降二级，本年五月以原官起用，二十三年二月起山东右布政，管辽东苑马寺马政，整饬金复海盖兵备，十二月升河南左布政，次年正月以巡抚辽东李化龙奏留，以左布政新衔照旧管事。二十五年四月升都察院右佥都御史、巡抚辽东赞理军务兼管备倭，二十六年（1598年）四月以辽东总兵李如松战死，被兵科给事中侯庆远弹劾回籍。

## 家族
曾祖張本，典史；祖父張維，庠生；父張東，贈知州。嫡母喬氏；繼母樊氏，贈宜人；生母魏氏，封太宜人。兄思诚（监生）、弟思廉（庠生）。